# Ximena Sariñana
Ximena Sariñana Rivera (Guadalajara, Mexico 29 de outubro de 1985) é uma cantora, compositora e atriz mexicana. Em 2009, recebeu aclamação da crítica e uma indicação ao Grammy por seu álbum de estreia, Mediocre.

## Biografia
Filha do cineastra Fernando Sariñana, participou das telenovelas Luz Clarita, María Isabel e Gotita de amor.
Em 2006, integrou-se na banda Felíz No Cumpleaños com quem gravou La Família Felíz
Já em 2007, viajou para Argentina e Uruguai para gravar seu primeiro disco sólo, teve ajuda de Tweet González e Juán Campodónico. Seu álbum de sucesso foi Mediocre que foi lançado em fevereiro de 2008 com a música Vidas Paralelas. Em abril ganhou o Disco de Ouro no México por ter vendido mais de 50 mil cópias.
Atualmente, se encontra nos Estados Unidos, junto com o concerto da cantora Sara Bareilles do codinome Kaleidoscope Heart Tour de Setembro de 2010 a Abril de 2011.

## Discografia
| Álbum                                                                                  | Posições       | Posições                 | Posições                 | Vendas                                      |
| Álbum                                                                                  | México Top 100 | Estados Unidos Latin Pop | Estados Unidos Top Latin | México                                      |
| -------------------------------------------------------------------------------------- | -------------- | ------------------------ | ------------------------ | ------------------------------------------- |
| Mediocre - Lançamento: 12 de fevereiro de 2008 - Gravadora: Warner Music               | 2              | 10                       | 38                       | - Vendas: +100,000 - Certificações: Platina |
| Ximena Sariñana - Lançamento: 20 de setembro de 2011 - Gravadora: Warner Music         |                |                          |                          |                                             |
| No todo lo puedes dar - Lançamento: 04 de novembro de 2014 - Gravadora: Warner Music   |                |                          |                          |                                             |
| ¿Dónde bailarán las niñas? - Lançamento: 01 de março de 2019 - Gravadora: Warner Music |                |                          |                          |                                             |

## Filmografia
| Ano  | Título                       | Papel                | Tipo                 |
| ---- | ---------------------------- | -------------------- | -------------------- |
| 1994 | Hasta Morir                  | Melisa               | Filme                |
| 1996 | Luz Clarita                  | Mariela de la Fuente | Telenovela           |
| 1997 | María Isabel                 | Rosa Isela           | Telenovela           |
| 1998 | Gotita De Amor               | Enriqueta            | Telenovela           |
| 1999 | Todo el poder                | Valentina            | Filme                |
| 2001 | El Segundo Aire              | Ximena               | Filme                |
| 2002 | Amar te duele                | Mariana              | Filme                |
| 2005 | De Paso                      |                      | Curta-metragem       |
| 2006 | Amor Xtremo                  | Mariané              | Filme                |
| 2007 | Niñas Mal                    | Valentina            | Filme                |
| 2007 | Año Uña                      | Voces adicionales    | Filme                |
| 2007 | Dos Abrazos                  | Laura                | Filme                |
| 2007 | El Brassier de Emma          | Cecilia              | Filme                |
| 2008 | Coraline y la puerta secreta | Coraline             | Dublagem em espanhol |
| 2008 | Enemigos Íntimos             | Mariana              | Filme                |